# Tony Kanal
Tony Ashwin Kanal (ur. 27 sierpnia 1970 w Kingsbury, Anglia) – amerykański muzyk brytyjskiego pochodzenia. Członek zespołu No Doubt.
Przez 7 lat był w związku z Gwen Stefani. Rozstali się w 1994 roku. Tony Kanal jest autorem wielu piosenek z repertuaru No Doubt oraz Gwen Stefani.